# Єнішехір (ільче)
Єнішехір (тур. Yenişehir) — ільче (округ) у складі ілу Бурса на заході Туреччини. Адміністративний центр — місто Єнішехір.

## Склад
До складу ільче (округу) входить 1 буджак (район) та 62 населених пункти (1 місто та 61 село):

### Найбільші населені пункти
| №  | Населений пункт | Населення, осіб (2011) |
| -- | --------------- | ---------------------- |
| 1  | Єнішехір        | 31 203                 |
| 2  | Йольорен        | 1 302                  |
| 3  | Терзілер        | 901                    |
| 4  | Челебі          | 888                    |
| 5  | Орханіє         | 745                    |
| 6  | Субаши          | 739                    |
| 7  | Коюнхісар       | 723                    |
| 8  | Махмудіє        | 702                    |
| 9  | Челтікчі        | 646                    |
| 10 | Сьойлеміш       | 599                    |